# Geokichla crossleyi
El zorzal de Crossley (Geokichla crossleyi) es una especie de ave paseriforme de la familia Turdidae que vive alrededor de África central.

## Distribución y hábitat
El zorzal de Crossley vive únicamente en las montañas que circundan África central, distribuido por el sureste de Nigeria, Camerún, el sur de República del Congo y el noreste de la República Democrática del Congo. Su hábitat natural son las selvas tropicales húmedas de montaña. Está amenazado por la pérdida de hábitat.